# 东园镇 (揭西县)
东园镇，是中华人民共和国广东省揭阳市揭西县下辖的一个乡镇级行政单位。

## 行政区划
东园镇下辖以下地区：
东联社区居委、桃围村、玉湖村、东桥园村、联丰村、赤岩村、古福村、月湄村、芦清村、后寮村和三犁村。

## 中国传统村落
2013年8月，月湄村被评为第二批中国传统村落。